# Saint-Piat
Saint-Piat é uma comuna francesa na região administrativa do Centro, no departamento Eure-et-Loir. Estende-se por uma área de 11,34 km². Em 2010 a comuna tinha 1 085 habitantes (densidade: 95,7 hab./km²).